# Beatrice Prior
Beatrice Prior, chiamata spesso Tris, è la protagonista del libro di fantascienza Divergent e dei suoi seguiti Insurgent e Allegiant, scritti da Veronica Roth. Negli adattamenti cinematografici della saga è interpretata dall'attrice Shailene Woodley.

## Carattere e aspetto fisico
Beatrice è una ragazza bassa e magra, con lunghi capelli biondi, tagliati una volta ogni tre mesi dalla madre (come nel primo capitolo del primo libro) e con gli occhi azzurri (verdi nel film).Ha tatuati tre corvi sulla clavicola, che rappresentano i tre membri della sua famiglia. Inoltre ha tatuati anche il simbolo degli Intrepidi e quello degli Abneganti.
Caratterialmente, è una ragazza timida e coraggiosa. A volte si dimostra altruista, ma non sempre è brava a dimostrarlo. Prova ostilità verso la propria fazione, cioè gli Abneganti, poiché crede di non essere all'altezza di quest'ultima (Beatrice si considera egoista) e per la rigidità delle loro regole. Fin da bambina prova una profonda ammirazione per gli Intrepidi.

## Divergent
Beatrice è una ragazza semplice e coraggiosa, oltre che timida. Vive con la madre Natalie (a cui vuole molto bene), il padre Andrew e il fratello Caleb, di poco più grande di lei. Compiuti i 16 anni, come ogni suo coetaneo, deve affrontare la cerimonia della scelta, durante la quale dovrà decidere in quale fazione vivere. Dopo aver eseguito il test, Tori, la responsabile del siero che viene iniettato ai ragazzi per il test, le rivela che lei è una Divergente (da qui il titolo del libro), e che quindi ha tratti della personalità che la possono integrare in ben tre fazioni: Abneganti, Intrepidi ed Eruditi. Beatrice sceglie di trasferirsi negli Intrepidi, mentre Caleb, con gran sorpresa di tutti, negli Eruditi. Appena arrivata nel quartier generale degli Intrepidi, decide di farsi chiamare Tris e inizia l'addestramento per diventare una Intrepida a tutti gli effetti, perché se non supererà tutte le prove diventerà un'Esclusa (coloro che non fanno parte di nessuna fazione e che vivono per strada). In questo periodo fa amicizia con i giovani Christina, Al e Will, entrambi transfazione come lei, e inizia una relazione con il suo istruttore Quattro, il cui vero nome è Tobias Eaton. Dopo essere diventata un'Intrepida, Tris viene fatta prigioniera dalla malvagia Jeanine Matthews, la leader degli Eruditi, perché è una Divergente. Jeanine vuole controllare gli Intrepidi grazie ad un siero e usarli per uccidere gli Abneganti, prendendo il controllo della città. Grazie a Tobias, a suo fratello e ai suoi genitori riesce a fermarla. Dopo aver ucciso Will, sotto l'effetto del siero, e aver visto morire i suoi genitori, Tris, accompagnata da Tobias e Caleb, fugge verso il quartier generale dei Pacifici.

## Insurgent
Tris arriva al quartier generale dei Pacifici, assieme a Tobias e agli altri che l'hanno aiutata alla fine del primo capitolo. Qui inizia a vivere come una pacifica, mentre Chicago è devastata dalla guerra tra le fazioni, cominciata con l'attacco che gli Eruditi hanno scagliato nel primo capitolo della saga. Durante una missione, finisce per allearsi con gli Esclusi, il cui capo è una donna chiamata Evelyn, la madre di Tobias, creduta morta tempo prima. Insieme agli Esclusi, pianifica una rivolta contro gli Eruditi per sconfiggerli una volta per tutte e porre fine alla guerra. Durante la battaglia, grazie all'aiuto di Marcus (il violento padre di Tobias sopravvissuto al primo capitolo), Tris riesce a entrare nel quartier generale degli Eruditi, dove trova Jeanine (l'antagonista principale del primo romanzo). Poco prima di questo incontro, viene a sapere che suo fratello Caleb era alleato di Jeanine. Dopo la morte di Jeanine, uccisa da Tori (la donna che aveva visionato la sua simulazione nel primo libro), Tris viene condannata perché voleva proteggere Jeanine. Tris voleva proteggerla perché aveva scoperto che lei conosceva un segreto riguardante Chicago e voleva capire di che cosa si trattasse. Malgrado non riesca a ottenere l'aiuto di nessuno, Tris riesce nel suo intento svelando che Chicago, così come le fazioni, è il risultato di un esperimento di una civiltà che vive fuori dalla città. Alla fine Tris viene imprigionata da Evelyn, che ormai comanda Chicago.

## Allegiant
Nel terzo e ultimo libro della saga, Tris è prigioniera di Evelyn con Christina e Cara (quest'ultima è la sorella di Will, il ragazzo che Tris ha ucciso nel primo libro perché era sotto simulazione degli Eruditi e non aveva altra scelta). Mentre viene più volte visitata da Tobias, che finge di essersi alleato con la madre per proteggerla, dichiara più volte di voler lasciare Chicago per scoprire chi sono le persone che comandano l'esperimento e in che cosa esso consiste. Dopo essere fuggita, assieme a Tobias, Christina e Cara, Tris scopre dell'esistenza di un gruppo di persone chiamato Alleanti. Quest'ultimi vogliono togliere il potere a Evelyn e prendersi la città. Al comando ci sono Marcus Eaton (ex capo-fazione degli Abneganti e padre di Tobias) e Johanna (ex capo-fazione dei Pacifici, conosciuta da Tris nel secondo libro). Dopo aver deciso di accettare il loro aiuto, Tris e i suoi amici riescono a fuggire da Chicago. Purtroppo, durante la fuga vengono scoperti da alcune guardie di Evelyn e nello scontro, Tori viene colpita e uccisa. Dopo aver viaggiato per qualche ora, il gruppo arriva al Dipartimento, il luogo dove vivono coloro che comandano l'esperimento di Chicago e che per anni hanno osservato gli abitanti della città. Sebbene non sia un luogo orribile, la gente non è libera come Tris credeva. Le persone sono divise in due gruppi: GP e GD. I GP sono i Geneticamente Puri, e sono coloro che, secondo un antico esperimento, hanno i geni perfetti. I GD sono i Geneticamente Danneggiati, e sono coloro che non hanno i geni perfetti. Tutto ciò è deciso da un antico esperimento che avrebbe dovuto eliminare i tratti negativi della personalità, ma che ha invece finito col cambiare il gene degli esseri umani e danneggiarli psicologicamente. I Divergenti sono considerati GP, ma Tobias scopre di non essere un vero Divergente perché è succube di alcuni tipi di simulazioni, mentre Tris no. Mentre Tris e gli altri si abituano alla nuova vita, le cose a Chicago peggiorano. Dopo una rivolta causata dai GD andata male, durante la quale Uriah (amico di Tris del primo libro che l'ha seguita) rimane ferito, il Dipartimento decide di resettare Chicago con un siero della memoria, che cancellerà i ricordi di ogni abitante. Non volendo permettere questo, Tris e Tobias, con gli amici rimasti (visto che Caleb è considerato ancora un traditore e Uriah sta morendo per le ferite subite durante la rivolta), cercano di fermarli. Mentre Tobias torna a Chicago con Christina, Cara e Peter (l'eterno rivale di Tris che ha scelto di aiutare Tobias), Tris e Caleb, che ha deciso di aiutare la sorella per farsi perdonare, dovranno diffondere nel Dipartimento il siero della memoria. Il compito di Tobias è convincere Evelyn a stringere un patto di pace con Marcus per evitare una guerra, che costringerebbe il Dipartimento a intervenire. Mentre lei accetta, Tris decide di sacrificarsi per salvare Caleb da David, il capo del Dipartimento, rimasto invalido dopo la ribellione.
Due anni e mezzo dopo la morte di Tris, Tobias (tornato a vivere a Chicago e lavorando come assistente per Johanna Ryes), sparge le sue ceneri dalla zip-line, superando così la sua paura dell’altezza.

## Cinema
Nel 2014, il libro Divergent diventa un film, così come succede per Insurgent (2015) e Allegiant (2016), e la protagonista Tris viene interpretata dalla giovane Shailene Woodley.